# Maurice Jean-Baptiste Amoudru
Maurice Jean-Baptiste Amoudru (Dole, 31 agosto 1878 – Rouen, 12 ottobre 1961) è stato un vescovo cattolico francese.

## Biografia
Monsignor Maurice Amoudru nacque a Dole il 31 agosto 1878. Suo padre, Stanislas Amoudru (1839-1918), era un avvocato. Fu battezzato con il nome di Maurice-Marie-Félix.

### Formazione e ministero sacerdotale
Dopo essere entrato nell'Ordine dei frati predicatori, assunse il nome religioso di Jean-Baptiste.
Terminati gli studi teologici, il 21 settembre 1901 fu ordinato presbitero. Dal 1902 al 1907 prestò servizio in Canada. Insegnò a Ottawa e poi nel convento domenicano di Montréal. Nel 1907 i suoi superiori lo mandarono nell'Impero russo dove inizialmente fu vicario parrocchiale della chiesa di Santa Caterina a San Pietroburgo, la capitale. La chiesa, situata sulla Prospettiva Nevskij, era frequentata sia dalle numerose comunità cattoliche straniere della capitale, sia dai sudditi dello zar, in particolare i polacchi. Vi erano anche alcuni convertiti russi. La chiesa francese fu costruita nel 1908 e intitolata a Nostra Signora di Lourdes. Amoudru ne fu parroco per oltre un quarto di secolo. Nonostante le persecuzioni, fu l'unica parrocchia a non essere chiusa, insieme a quella di San Luigi dei Francesi a Mosca, in tutto il territorio dell'antica Russia europea durante l'era stalinista. Allo stesso tempo, padre Amoudru insegnò francese all'Accademia imperiale di teologia fino a quando l'istituto non fu chiuso e trasferito in Polonia nel 1918.
La persecuzione di diverse fedi iniziò dopo la rivoluzione d'ottobre e si intensificò dal 1919. L'esigua gerarchia cattolica fu completamente distrutta e privata dei suoi vescovi, dopo che i processi farsa organizzati nel marzo del 1923 da Grigorij Evseevič Zinov'ev e Nikolaj Vasil'evič Krylenko portarono alla detenzione di Jan Cieplak, Konstanty Budkiewicz, Leonid Ivanovič Fëdorov e altri prelati. Padre Amoudru non fu arrestato e sostituì i parroci delle parrocchie dell'Immacolata Concezione e di San Pietro. Dal 1929, la maggior parte delle parrocchie cattoliche di Leningrado e della Russia europea del nord rimase senza un parroco, numerosi sacerdoti erano stati infatti arrestati o fucilati. Padre Amoudru era uno dei pochi chierici ancora attivi, ma era controllato dalla polizia segreta. I suoi fedeli erano principalmente alcuni anziani francesi che non poterono tornare in Francia dopo la rivoluzione e alcuni piccoli gruppi di polacchi.
Preoccupato per questa situazione, papa Pio XI mandò in Unione Sovietica il gesuita Michel d'Herbigny che, passando per Berlino, fu segretamente consacrato vescovo dal nunzio apostolico Eugenio Pacelli. La missione di monsignor d'Herbigny era entrare con qualsiasi pretesto in Russia e consacrare diversi vescovi e amministratori apostolici per ricostituire una gerarchia cattolica, anche se clandestina.

### Ministero episcopale

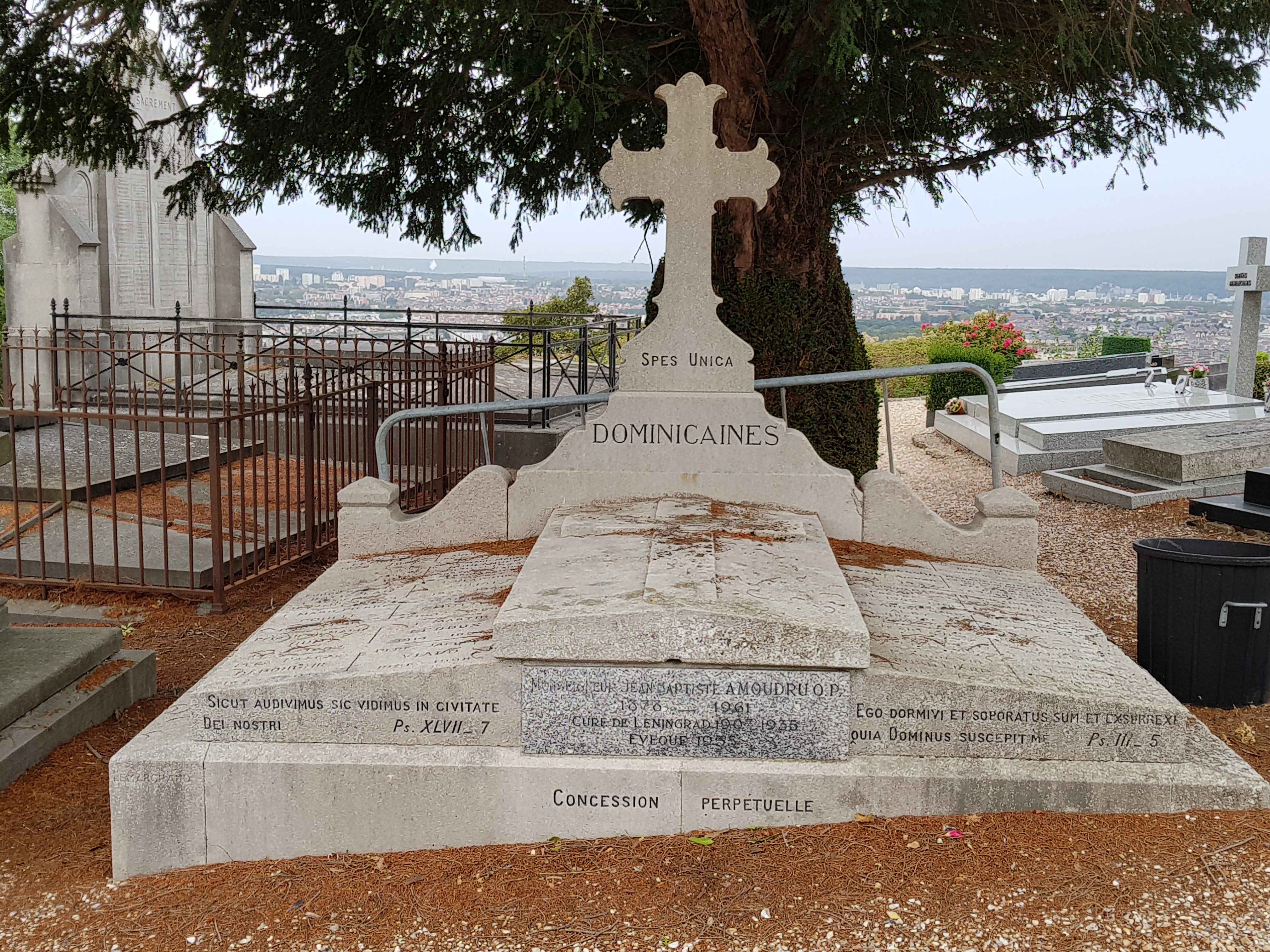
Tomba di monsignor Maurice Jean-Baptiste Amoudru nel cimitero municipale di Bonsecours.

Il 15 agosto 1934 papa Pio XI lo nominò amministratore apostolico di Leningrado e vescovo titolare di Pirgo. Ricevette l'ordinazione episcopale in segreto il 30 aprile successivo nella chiesa di San Luigi dei Francesi a Mosca dall'amministratore apostolico di Mosca Pie Eugène Neveu.
Le autorità sovietiche lo scoprirono rapidamente e fu espulso dall'Unione Sovietica tre mesi dopo, il 14 agosto 1935. Gli succedette il confratello Michel Florent.
Al suo ritorno in Francia, la Santa Sede, non gli offrì alcun incarico episcopale. Divenne capo spirituale di una comunità religiosa domenicana a Château-Thierry e nel 1936 si trasferì in Svizzera per svolgere l'incarico di direttore spirituale di un convento di suore domenicane. Dal settembre del 1951, su richiesta del priore provinciale, fu cappellano delle monache domenicane di Châtenay-Malabry fino al loro trasferimento nel 1958. Entrò quindi in una casa di riposo a Onzain, ove rimase due anni. Poi si trasferì in una residenza delle dame dell'Istituto domenicano secolare di Gesù crocifisso a Rouen.
Morì a Rouen il 12 ottobre 1961 all'età di 83 anni. È sepolto nella tomba dei domenicani del cimitero municipale di Bonsecours, vicino a Rouen.

## Genealogia episcopale
La genealogia episcopale è:
- Cardinale Scipione Rebiba
- Cardinale Giulio Antonio Santori
- Cardinale Girolamo Bernerio, O.P.
- Arcivescovo Galeazzo Sanvitale
- Cardinale Ludovico Ludovisi
- Cardinale Luigi Caetani
- Cardinale Ulderico Carpegna
- Cardinale Paluzzo Paluzzi Altieri degli Albertoni
- Papa Benedetto XIII
- Papa Benedetto XIV
- Papa Clemente XIII
- Cardinale Marcantonio Colonna
- Cardinale Giacinto Sigismondo Gerdil, B.
- Cardinale Giulio Maria della Somaglia
- Cardinale Carlo Odescalchi, S.I.
- Cardinale Costantino Patrizi Naro
- Cardinale Lucido Maria Parocchi
- Papa Pio X
- Papa Benedetto XV
- Papa Pio XII
- Vescovo Michel d'Herbigny, S.I.
- Vescovo Pie Eugène Neveu, A.A.
- Vescovo Maurice Jean-Baptiste Amoudru, O.P.